# Хомофилија (социологија)
Хомофилија (грч. homou - "исти" и philia - "љубав") је тенденција појединца да се придружи, веже са сличним себи, као у пословици "свака птица своме јату лети". Присуство хомофилије откривено је у великом броју студија. Више од 100 студија које су у неком облику посматрале хомофилију, утврдиле су да сличност ствара везу. Ово укључује старост, пол, друштвену класу и улогу у организацији.
Појединци у хомофилским односима деле заједничке карактеристике (веровања, вредности, образовање, итд.) које олакшавају формирање комуникације и односа. Супротно од хомофилије је хетерофилија.
Хомофилија код упарених животиња инентзивно је проучавана у области еволуционе биологије у којој је ова појава позната као асортиман парења. Хомофилија између парова је уобичајена у популацијама животиња са природним парењем.

## Врсте

### Основна хомофилија насупрот парења у сродству
Да би се тестирала релевантност хомофилије, истраживачи су раздвојили основну хомофилију и хомофилију парења у сродству. Први појам представља количину хомофилије која би се могла очекивати случајно, с обзиром на неуједначену расподелу људи људи с различитим карактеристикама, док је други количина хомофилије изнад ове очекиване, обично због личних приоритета и избора.

### Статус насупрот вредности
У својој изворној формулацији хомофилије, Лазарсфелд и Мертон (1954) раздвојили су статусну хомофилију и вредносну хомофилију.
Аутори сматрају да су особе са сличним социјалним статусом вероватније да се повежу једна са другом него игром случајности. "Статус" укључује и приписане карактеристике попут расе, етничке припадности, пола и старости; и стечене карактеристике попут религије и образовања. Насупрот томе, вредносна хомофилија подразумева удруживање са другима који размишљају на сличан начин, без обзира на разлике у статусу.

### Раса и етничка припадност
Друштвене везе у САД данас су снажно подељене расом и етничком припадношћу, што представља највећи део хомофилије парења у сродству (иако класификација по овом критеријуму може бити проблематична у социологији због нејасних граница и различитих дефиниција расе). Мање групе имају мању разноликост једноставно због броја чланова и због тога се у расним и мањинским етничким групама појављује основна хомофилија. Раса и етничка припадност такође се налазе у узајамној вези са образовањем и занимањем, што додатно повећава основну хомофилију.

### Секс и пол
Што се тиче секса и пола, основна хомофилија веза је релативно ниска у односу на расу и етничку припадност. Мушкарци и жене често живе заједно и обе популације су једнако велике. Већина сексуалне хомофилије припада хемофилији парења у сродству.

### Старост
Већина старосне хомофилије је основног типа. Марсден (1988) пронашао је занимљив образац старосне хомофилије у групама са различитим узрастима. То је показало јаку везу између нечије старости и друштвене дистанце према другим људима. На пример, што је већа разлика у годинама, то су мање шансе да ће старија особа поверити млађој да "разговарају о важним питањима".

### Религија
Хомофилија на основу религије је истовремено и основна и хомофилија парења у сродству.

### Образовање, занимање и друштвена класа
Породица у којој је неко рођен утиче на његово образовање, занимање и друштвену класу, што спада у основну хомофилију.

### Друштвени медији
Како су друштвени односи у великој мери подељени по раси, интернет странице, попут Фејсбука, такође негују хомофиличну атмосферу. Када корисник на Фејсбуку означи да му се свиђа нека објав одређене идеологије, Фејсбук наставља да показује објаве корисника са сличном идеологијом (за које Фејсбук верује да ће их привући). Хомогене личне мреже резултирају ограниченим "друштвеним световима на начин који има моћне импликације на информације које добијају, ставове и интеракције које доживљавају. Оваква хомофилија може да подстакне поделе и ехо-коморе на друштвеним мрежама, где људи са сличним идеологијама причају само међусобно.

## Узроци
Географски: Хомофилија се често појављује када људи који живе близу имају сличне карактеристике. Веће су шансе да људи комуницирају са људима који су георафски ближи него са онима који су даље. Технологије попут телефона, електронске поште и друштвених мрежа, смањили су али нису елиминисали овај ефекат.
Породични: Породични односи често производе релативно блиске, честе контакте међу онима који су на великој географској удаљености. Ови односи се споро распадају, али се могу драстично изменити када се појаве нови бракови.
Организациони: Активности у школи, на послу и волонтирање пружају велику већину непородичних веза. У оквиру волонтерских група формирају се многа пријатељства и други односи. Друштвена хомогеност већине организација ствара снажну основну хомофилију у односима који се тамо формирају.
Когнитивни процеси: Људи који имају демографску сличност имају тенденцију да деле своје знање и стога имају већу лакоћу у комуникацији и деле културне укусе, што такође може произвести хомофилију.

## Ефекти
Једна студија показала је да перцепција међуљудске сличности побољшава координацију и повећава очекиван резултат интеракције. Друга студија је показала да хомофилија повећава толеранцију и сарадњу у друштвеним просторима. Такође, неки тврде да хомофилија помаже људима при приступу информацијама, дифузним иновацијама и понашањима и формирању мишљења и друштвене норме. Хомофилија утиче на дифузне обрасце преко друштвених односа на два начина: хомофили утичу на начин на који се развија друштвени однос, а појединцима је вероватније да ће успешно утицати на друге када су слични њима.
Хомофилија често води до хомогамије - брака између људи са сличним карактеристикама. Такође, уочена је повећана плодност код људи са тенденцијом да траже познанике међу онима са карактеристикама сличним њиховим. Владине породичне политике имају смањен утицај на стопу фертилитета у таквим популацијама.